# Alan Taylor (regista)
Alan Taylor (New York, 13 gennaio 1959) è un regista statunitense attivo prevalentemente in televisione.

## Biografia
Esordisce nel 1990 dirigendo il cortometraggio That Burning Question, di cui è anche sceneggiatore. Cinque anni dopo è regista del lungometraggio Palookaville. Nel 1993 esordisce anche nel campo televisivo dirigendo un episodio della serie Homicide, esperienza che ripeterà negli anni successivi.
Negli anni duemila è stato regista di diversi episodi di serie televisive di successo, tra cui I Soprano, esperienza che gli fruttò un premio Emmy, e Mad Men, grazie al quale vinse un Directors Guild of America Award. Nel 2010 ha diretto un episodio della serie Boardwalk Empire; l'anno successivo è stato regista di due episodi de Il Trono di Spade.
Nel 2013 dirige Thor: The Dark World, seguito del film Thor del 2011 diretto da Kenneth Branagh. Lo stesso anno viene scelto per dirigere Terminator: Genisys, nuovo capitolo della serie cinematografica uscito nel 2015.

## Filmografia

### Regista

#### Cinema
- That Burning Question – cortometraggio (1990)
- Palookaville (1995)
- I vestiti nuovi dell'imperatore (The Emperor's New Clothes) (2001)
- Kill the Poor (2003)
- Thor: The Dark World (2013)
- Terminator Genisys (2015)
- I molti santi del New Jersey (The Many Saints of Newark) (2021)

#### Televisione
- Homicide (Homicide: Life on the Street) – serie TV, 7 episodi (1993-1999)
- Catwalk – serie TV, 6 episodi (1994-1995)
- Traders – serie TV, 4 episodi (1996-1997)
- Oz – serie TV, episodi 1x06-2x06 (1997-1998)
- Trinity – serie TV, episodio 1x08 (1999)
- I Soprano (The Sopranos) – serie TV, 9 episodi (1999-2007)
- Sex and the City – serie TV, 6 episodi (1999-2003)
- L'incredibile Michael (Now and Again) – serie TV, episodio 1x03 (1999)
- West Wing - Tutti gli uomini del Presidente (The West Wing) – serie TV, episodi 1x08-1x16 (1999-2000)
- Six Feet Under – serie TV, episodio 2x08 (2002)
- Keen Eddie – serie TV, episodio 1x08 (2004)
- Deadwood – serie TV, episodi 1x04-2x04 (2004-2005)
- Carnivàle – serie TV, episodio 2x07 (2005)
- Lost – serie TV, episodio 2x04 (2005)
- Roma (Rome) – serie TV, episodi 1x10-1x12 (2005)
- Big Love – serie TV, episodio 1x05 (2006)
- Mad Men – serie TV, 4 episodi (2007-2008)
- Law & Order - I due volti della giustizia (Law & Order) – serie TV, episodio 18x05 (2008)
- Bored to Death - Investigatore per noia (Bored to Death) – serie TV, 4 episodi (2009-2010)
- In Treatment – serie TV, episodio 2x19 (2009)
- Nurse Jackie - Terapia d'urto (Nurse Jackie) – serie TV, episodi 2x03-2x04 (2010)
- Rubicon – serie TV, episodio 1x10 (2010)
- Boardwalk Empire - L'impero del crimine (Boardwalk Empire) – serie TV, episodio 1x05 (2010)
- The Playboy Club – serie TV, episodio 1x01 (2011)
- Il Trono di Spade (Game of Thrones) – serie TV, 7 episodi (2011-2017)
- Philip K. Dick's Electric Dreams – serie TV, episodio 1x09 (2018)
- House of the Dragon – serie TV, episodi 2x01-2x04 (2024)

### Sceneggiatore
- That Burning Question – cortometraggio (1990)
- I vestiti nuovi dell'imperatore (The Emperor's New Clothes) (2001)

### Produttore esecutivo
- Il Trono di Spade (Game of Thrones) – serie TV, 10 episodi (2012) - co-produttore esecutivo
- House of the Dragon – serie TV (2024)

## Riconoscimenti
- Premio Emmy
  - 2007 – Miglior regia in una serie drammatica per l'episodio Veglie funebri de I Soprano
  - 2008 – Candidatura alla miglior regia in una serie drammatica per l'episodio Fumo negli occhi di Mad Men
  - 2012 – Candidatura alla miglior serie drammatica per Il Trono di Spade
  - 2018 – Candidatura alla miglior regia in una serie drammatica per l'episodio Oltre la barriera de Il Trono di Spade